# Distretto di Tha Mai
Il distretto di Tha Mai (in thailandese: ท่าใหม่) è un distretto (amphoe) della Thailandia, situato nella provincia di Chanthaburi.